# Енеда Таріфа
Енеда Таріфа (алб. Eneda Tarifa; нар. 30 березня 1982) — албанська співачка. 2016 року у Стокгольмі представляла Албанію на Євробаченні 2016 із піснею «Fairytale» (Казка).

## Біографія
Енеда Таріфа народилася 30 березня 1982 року у Тирані, Албанія.
1997 року вона вперше бере участь у відомому албанському фестивалі Festivali i Këngës із піснею «Yjet e shpresës» разом зі Саіміром Чилі. Тоді їй не вдалося попасти у трійку найкращих. 2001 року Енеда співає іншому в албанському фестивалі Kënga Magjike із піснею «Ika larg».
2004 року Албанія вперше брала участь на Євробаченні і фестиваль Festivali i Këngës 42 став одночасно національним відбором країни на цей конкурс. Енеда Таріфа із піснею «Qëndroj» цього разу вийшла у фінал.
2006 співачка вдруге бере участь на Kënga Magjike, цього разу із піснею «Rreth zjarrit tënd». Вона займає четверте місце із 154 балами. Наступного року Енеда знову співає на Festivali i Këngës із піснею «E para letër» і займає 10 місце.
2007 року співачка виступає на фестивалі Polifest із піснею «Mos Harro», а 2008 року — знову на Kënga Magjike із піснею «Zeri im». Також вона отримує нагороду Çmimi Fun Tune.
2010 року Енеда перемагає на Top Fest 2010 із піснею «Më veten». Цього же року стає ведучою на албанському телеканалі Top Channel — вона веде програму «Portokalli».

### Євробачення 2016
У грудні 2015 року Енеда нарешті перемагає на Festivali i Këngës 54 із піснею «Përrallë», що надало їй право представляти Албанію на Євробаченні 2016 у Стокгольмі, Швеція. В інтерв'ю після перемоги на фестивалі співачка заявила, що швидше за все її пісня буде перекладена англійською мовою для виконання на Євробаченні. Англомовна версія пісні, «Fairytale», вийшла 14 березня разом з кліпом.
Під час конкурсу Енеда також планує випустити свій дебютний альбом, над яким вона працює зараз.

## Приватне життя
Співачка вже багато років у шлюбі з Ерйоном Залошнею (алб. Erjon Zaloshnja), 2013 року вона народила доньку Арію.